# Stare Leszczyny
Stare Leszczyny – wieś w Polsce położona w województwie łódzkim, w powiecie brzezińskim, w gminie Jeżów.
W latach 1975–1998 miejscowość administracyjnie należała do województwa skierniewickiego.

## Zabytki
Według rejestru zabytków Narodowego Instytutu Dziedzictwa na listę zabytków wpisane są obiekty:
- zespół dworski, po 1930:
  - dwór, nr rej.: 515 z 8.11.1978
  - park, nr rej.: 723 z 1.06.1984